# دراگان چران
دراگان چران (به خط سیریلیک صربستانی : Дpaган Ћepaн ؛ متولد ۶ اکتبر ۱۹۸۷) را تبدیل به یک مهاجم صربستانی  کند.